# پر لینمارک
پر لینمارک (ایتالیایی: Per Lyngemark; ۲۳ مهٔ ۱۹۴۱ – ۲ آوریل ۲۰۱۰) دوچرخه‌سوار اهل دانمارک بود.
وی در مسابقات کشوری و بین‌المللی در مجموع برندهٔ ۱ مدال طلا شده‌است.